# La Vigne rouge
La Vigne rouge à Montmajour, connue sous le nom de La Vigne rouge, est une peinture à l'huile du peintre néerlandais Vincent van Gogh, exécutée à Arles en novembre 1888.
C'est le seul tableau qu'il ait vendu publiquement de son vivant. Malgré tout, il semble que Vincent ait vendu au moins une autre toile lui-même : dans la lettre à son frère Théo référencée 506 F[réf. nécessaire], il annonce avoir vendu 20 francs un portrait d'un ami du père Tanguy, sans doute début 1888.

## Description
Le tableau représente les vendanges dans la campagne arlésienne, probablement au Trébon, au nord de la cité, en direction de l'abbaye de Montmajour. Cette œuvre est remarquable par ses couleurs, notamment par l'opposition des complémentaires jaune et violet, et en ce sens annonce le fauvisme. Dans sa lettre du 2 octobre 1888, Vincent fait part de son projet à Eugène Boch : « Eh bien je dois aller travailler dans la vigne près de Mont Major. Elle est toute pourpré jaune vert sous le ciel bleu, un beau motif de couleur. »
En cette période de septembre-octobre 1888, Vincent van Gogh travaille les effets de couleurs ; cette préoccupation apparaît dans ses réflexions autour des œuvres de cette époque, telles que Le Café de nuit, la Nuit étoilée sur le Rhône ou la Terrasse du café le soir.
Trois tableaux de Vincent Van Gogh furent des paysages de vignes : La Vigne rouge, La Vigne verte (1888. Musée Kröller-Müller), et Vignes avec vue d’Auvers (1890. City Art Museum, Saint-Louis, Missouri, États-Unis). Il s'agit aussi du premier tableau contenant le mot "vigne" dans son nom. Il est considéré comme l'un des tableaux les plus inestimables au monde.

## Contexte
À la fin du XIXe siècle, la viticulture est frappée par les ravages du phylloxéra. Les teintes rouge et jaune des feuilles pendant les vendanges sont inhabituelles, celles-ci sont encore vertes lorsque la maturité du raisin est en cours. L'affaissement des rameaux sur le sol peut être un témoin de la faiblesse des ceps. Cela pourrait représenter un signe de la progression de l’épidémie. En 1875, la production viticole française atteint 84,5 millions d’hectolitres. Elle chute à 23,4 millions en 1889, un an après la réalisation du tableau.

## Histoire du tableau
La Vigne rouge est exposée pour la première fois au Salon annuel du groupe des XX en 1890 à Bruxelles. Elle y est vendue, et cela quelques mois à peine avant le suicide de Van Gogh, pour la somme de 400 francs à Anna Boch, peintre impressionniste, membre des XX et collectionneuse belge. Anna Boch est la sœur d'Eugène Boch, peintre impressionniste et ami de Van Gogh qui avait d'ailleurs réalisé son portrait (Le Peintre aux étoiles) à Arles durant l'automne 1888.
Elle est ensuite acquise par le collectionneur d'art russe Ivan Morozov en 1909 via la galerie Druet à Paris. La collection de Morozov ayant été nationalisée par les bolchéviques en 1919, la toile fait aujourd'hui partie des collections du Musée des Beaux-Arts Pouchkine à Moscou.